# André Lotterer
André Lotterer (Duisburgo, Alemania; 19 de noviembre de 1981) es un piloto alemán de automovilismo. Fue campeón de Fórmula Nippon en 2011 y Super GT en 2006 y 2009 para el fabricante japonés Toyota, y obtuvo el Campeonato Mundial de Resistencia de la FIA en su clase mayor en 2012 y las 24 Horas de Le Mans de 2011, 2012 y 2014 para la marca alemana Audi.
Fue piloto de Fórmula E entre 2017 y 2023 como piloto de Porsche y otros equipos. Como piloto oficial de esta marca, ganó nuevamente el Mundial de Resistencia en 2024. Además, disputó un Gran Premio de Fórmula 1 con Caterham.

## Carrera deportiva

### Inicios
Lotterer nació en Duisburgo, Alemania, hijo de Henri (de origen peruano-alemán) y Rosy Lotterer (de origen belga). Lotterer se crio en Nivelles, Bélgica, donde aún reside temporalmente. Compitió en karting desde 1989 hasta 1997 en Bélgica, Alemana y Países Bajos, época en que obtuvo varios subcampeonatos alemanes. En 1998 pasó a los monoplazas al disputar Fórmula Junior BMW Alemana, donde se coronó campeón. En 1999 repitió éxito pero en la Fórmula BMW Alemana, y además terminó quinto en la Fórmula Renault Europea. En 2000 resultó cuarto en Fórmula 3 Alemana. Jaguar Racing lo contrató en 2001 para disputar Fórmula 3 Británica, que culminó en séptima colocación. Ese año también llegó segundo en el Masters de Fórmula 3.
En 2002 se desempeñó como piloto de pruebas de Jordan en Fórmula 1. Por otra parte, llegó tercero en la clase N-GT y quinto absoluto de las 24 Horas de Spa en un Porsche 911 de Freisinger junto a Marc Lieb, Georges Forgeoisy y Bert Longin, y disputó la fecha final de la serie CART para el equipo de Dale Coyne.

### Paso a Japón

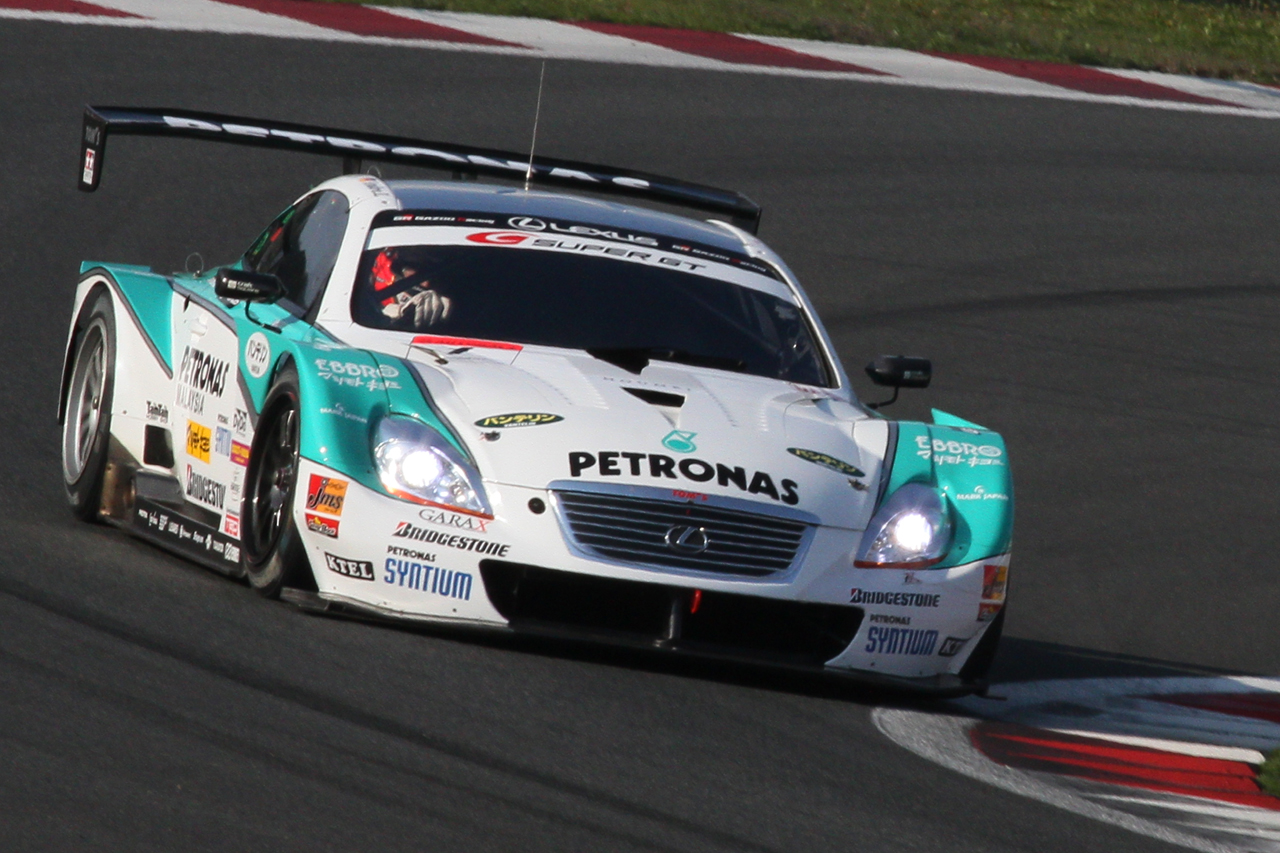
Lexus SC pilotado por André Lotterer en los 400 km de Fuji del Super GT 2010.

Jaguar no quiso contar con Lotterer en 2003. Ante la situación, el alemán se mudó a Japón a disputar la Fórmula Nippon y en la clase GT500 del Campeonato Japonés de Gran Turismos (luego Super GT Japonés). En ambos torneos, compitió hasta 2005 con el equipo Nakajima para la marca Honda, y a partir de 2006 con TOM'S para Toyota / Lexus. En el JGTC / SGT, fue campeón en 2006 y 2009, subcampeón en 2010 y quinto en 2008. Hasta 2005 pilotó un Honda NSX, y desde 2006 hasta 2011 lo hizo en un Lexus SC.

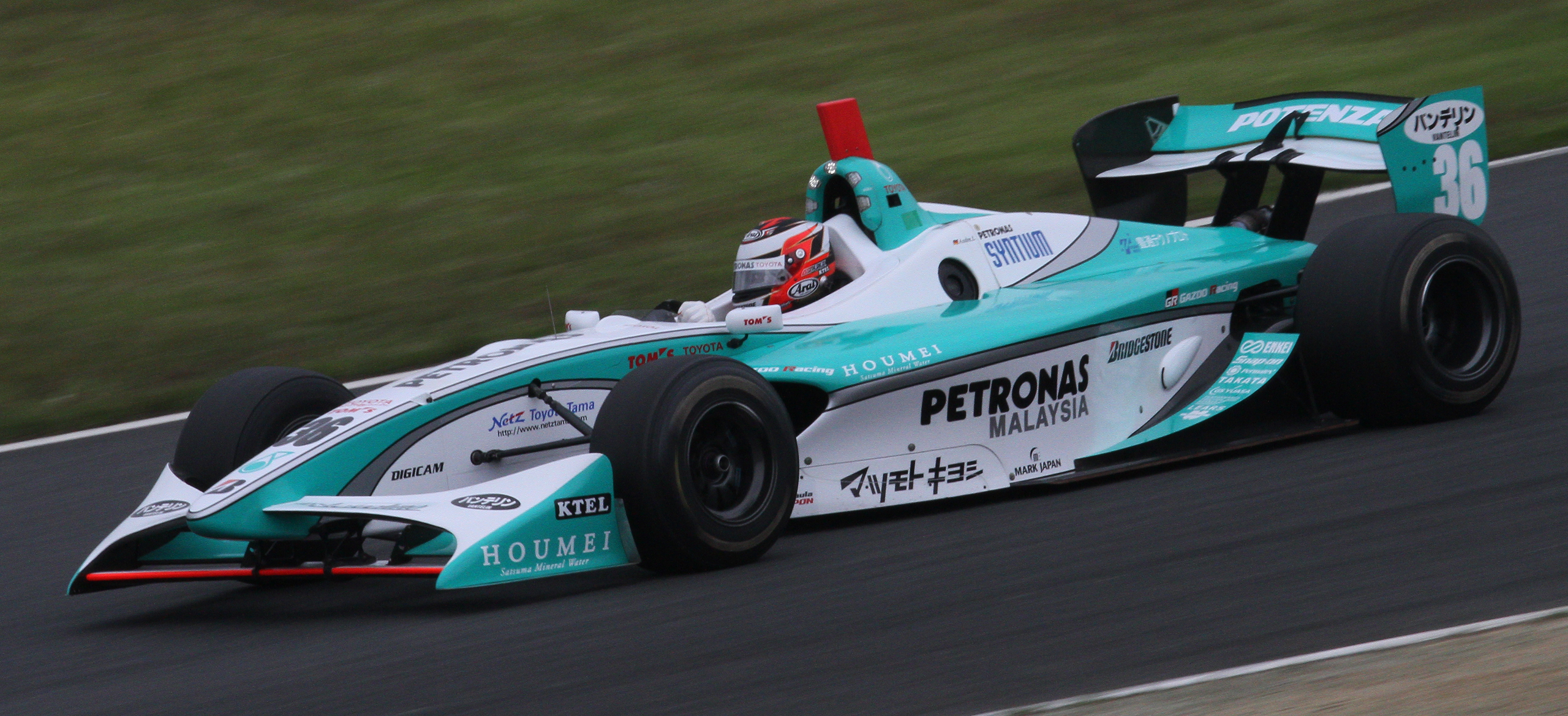
André Lotterer durante una tanda de entrenamientos de Fórmula Nippon 2010 en Motegi.

En la Fórmula Nippon, Lotterer obtuvo el campeonato en 2011, el subcampeonato en 2004, 2010 y 2013, y siempre quedó entre los cinco primeros, acumulando un total de 23 victorias.
En 2003 debutó en Fórmula Nippon con tres podios en diez carreras que lo colocaron quinto en el campeonato. En 2004 obtuvo dos victorias y cuatro podios en nueve carreras, quedando empatado en puntos con Richard Lyons, quien le arrebató el título con dos victorias. En 2005 ganó en dos carreras pero no puntuó en ninguna otra, quedando así cuarto en el campeonato.
En la temporada 2006 de Fórmula Nippon, el alemán obtuvo dos victorias, un segundo puesto y dos quintos con TOM'S, quedando así tercero por detrás de Benoît Tréluyer y Tsugio Matsuda. En 2007 logró una victoria y tres podios, de modo que se ubicó quinto en la clasificación final. En 2008 acumuló cuatro podios y siete top 5 en las 11 carreras, pero al no conseguir victoria quedó tercero por detrás de Matsuda y Loïc Duval.
Lotterer se adaptó bien al nuevo chasis Swift de la Fórmula Nippon 2009. Con un triunfo y cuatro podios en ocho carreras, resultó tercero por detrás de Duval y Tréluyer. En su quinta temporada con TOM'S, el piloto ganó una carrera y subió al podio en siete de las ocho del calendario 2010, pese a lo cual fue subcampeón por detrás de João Paulo de Oliveira. El piloto dominó la temporada 2011 con cinco victorias y un segundo puesto, por lo que obtuvo el título ante Kazuki Nakajima y De Oliveira.
En 2012, el alemán consiguió dos triunfos, un segundo puesto y dos quintos en ocho carreras, de modo que resultó cuarto en la clasificación general. A continuación logró dos victorias y dos segundos puestos en la Super Fórmula 2013, pero se ausentó en las demás carreras, por lo que Naoki Yamamoto lo superó en la tabla final.
Al volante del nuevo Dallara, el piloto obtuvo en 2014 dos victorias y cuatro podios en ocho apariciones, quedando así tercero por detrás de Nakajima y De Oliveira. En 2015 obtuvo tres victorias, un cuarto puesto y un quinto, por lo que finalizó tercero en el campeonato de pilotos. Obtuvo tres segundos lugares, dos cuartos y un quinto en 2016, para terminar subcampeón de la categoría..
Como piloto oficial de Toyota, Lotterer fue piloto de pruebas del equipo Toyota F1 durante la pretemporada 2008. Asimismo, en 2004 fue piloto de pruebas de Panther Racing en la IndyCar Series, y en 2009 disputó una fecha del A1 Grand Prix para la selección alemana.

### Fórmula 1
Lotterer tuvo una breve incursión en Fórmula 1. En 2014, fue convocado por el equipo Caterham para disputar el Gran Premio de Bélgica en el circuito de Spa-Francorchamps, reemplazando a Kamui Kobayashi. Aunque en la clasificación superó a su compañero de equipo, Marcus Ericsson, en la carrera se vio obligado a retirarse después de una sola vuelta debido a problemas técnicos en la unidad de potencia. Posteriormente, declinó la oferta de Caterham para participar en otra carrera de esa misma temporada.

### Resistencia
Lotterer también compitió en varias carreras de resistencia entre 2009 y 2011. Disputó las 24 Horas de Nürburgring para el equipo Gazoo en un Lexus LFA oficial de la clase SP8: abandonó en 2009 y llegó retrasado en 2010 y 2011.
Por otra parte, en 2009 debutó en las 24 Horas de Le Mans en un Audi R10 TDI antiguo de la clase LMP1, donde llegó séptimo para el equipo Kolles junto a Charles Zwolsman Jr; durante la prueba no contó con el tercer piloto, Narain Karthikeyan, que se había lesionado. En 2010 corrió los 1000 km de Spa-Francorchamps en un Audi R15 TDI oficial acompañando a Marcel Fässler y Benoît Tréluyer; llegó retrasado en Spa y segundo en Le Mans. En 2011, los tres llegaron quintos en los 1000 km de Spa-Francorchamps, ganaron las 24 Horas de Le Mans y terminaron sextos en Petit Le Mans, en este caso pilotando un Audi R18 TDI de Audi Sport.

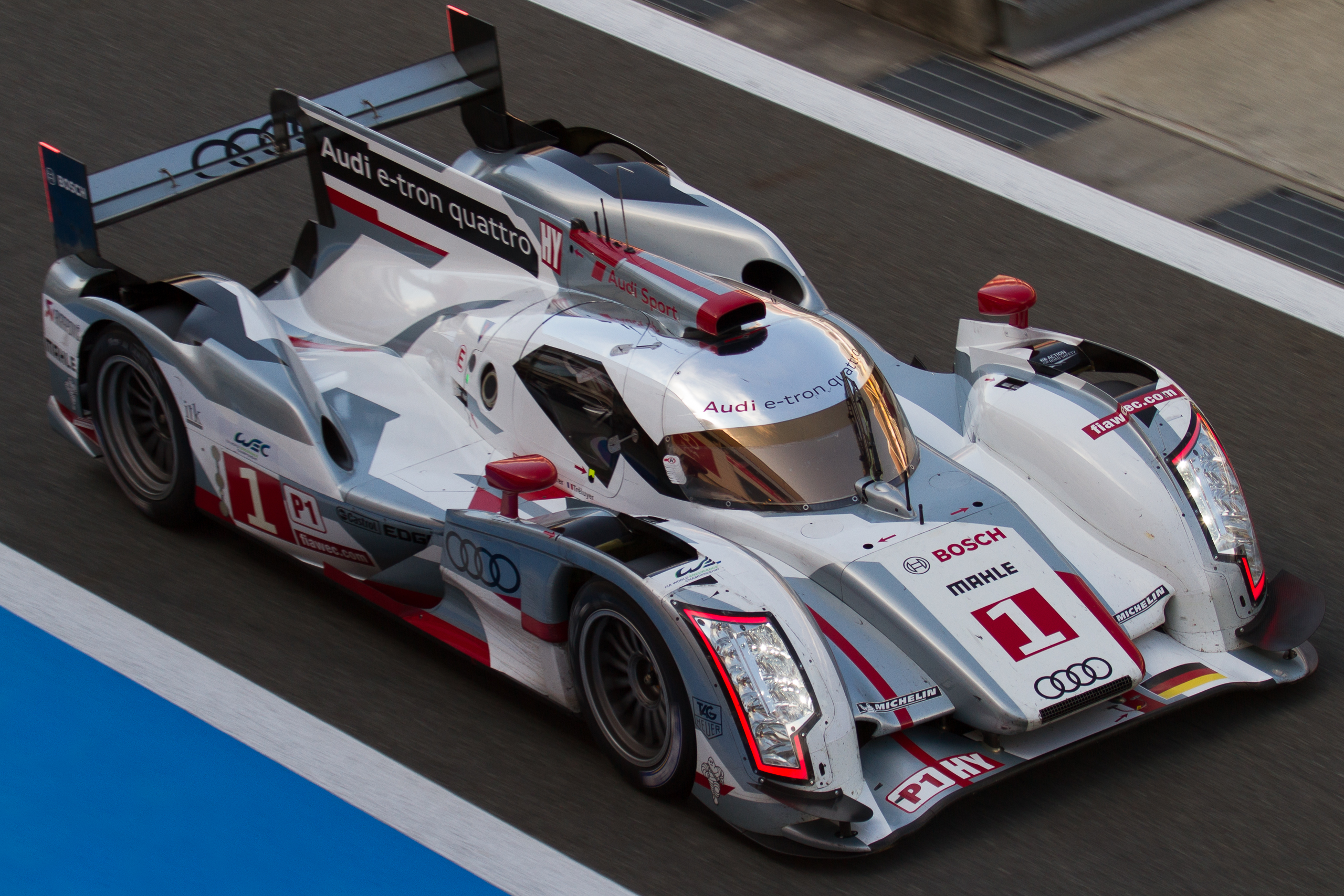
Audi R18 e-tron quattro n.º 1 de 2012.

En 2012, el piloto disputó el Campeonato Mundial de Resistencia de la FIA para Audi, conduciendo un Audi R18 híbrido a partir de la segunda fecha. Con tres victorias en las 24 Horas de Le Mans, Silverstone y Baréin más tres segundo puestos, el alemán compartió con sus compañeros de butaca Fässler y Tréluyer el título de pilotos, y participó en la obtención del título de marcas de Audi. Además finalizó sexto en las 24 Horas de Spa para Phoenix con un Audi R8 oficial, esta vez acompañado de Fässler y Tom Kristensen.
Lotterer obtuvo tres victorias y seis podios en las ocho fechas del Campeonato Mundial de Resistencia 2013 junto a Fässler y Tréluyer, resultando así subcampeón por detrás de McNish, Kristensen y Duval. Nuevamente disputó las 24 Horas de Spa con Audi, esta vez junto a Frank Stippler y Christopher Mies, llegando tercero absoluto. 
Al año siguiente, Lotterer junto con sus compañeros lograron ganar las 24 Horas de Le Mans y las 6 Horas de Austin, pero no sumó más podios en las seis fechas restantes del Campeonato Mundial de Resistencia. Así, el trío finalizó subcampeón por detrás del dúo Anthony Davidson-Sébastien Buemi de Toyota.
En 2015, el alemán venció en las fechas de Silverstone y Spa con Audi, en tanto que obtuvo dos segundos puestos y acabó tercero en Le Mans y las demás fechas. Por tanto, fue subcampeón de pilotos y de marcas. Siguiendo junto a Fässler y Tréluyer en 2016, el alemán obtuvo tres podios para concluir quintos en el campeonato.

Tras la decisión de Audi de retirarse del WEC al finalizar la temporada 2016, André Lotterer se unió al equipo Porsche LMP Team en 2017. Durante esa temporada, compartió el prototipo Porsche 919 Hybrid con Neel Jani y Nick Tandy, logrando varios podios y finalizando en la cuarta posición del campeonato de pilotos. En las 24 Horas de Le Mans de ese año, el trío se vio obligado a abandonar la competencia debido a problemas mecánicos.

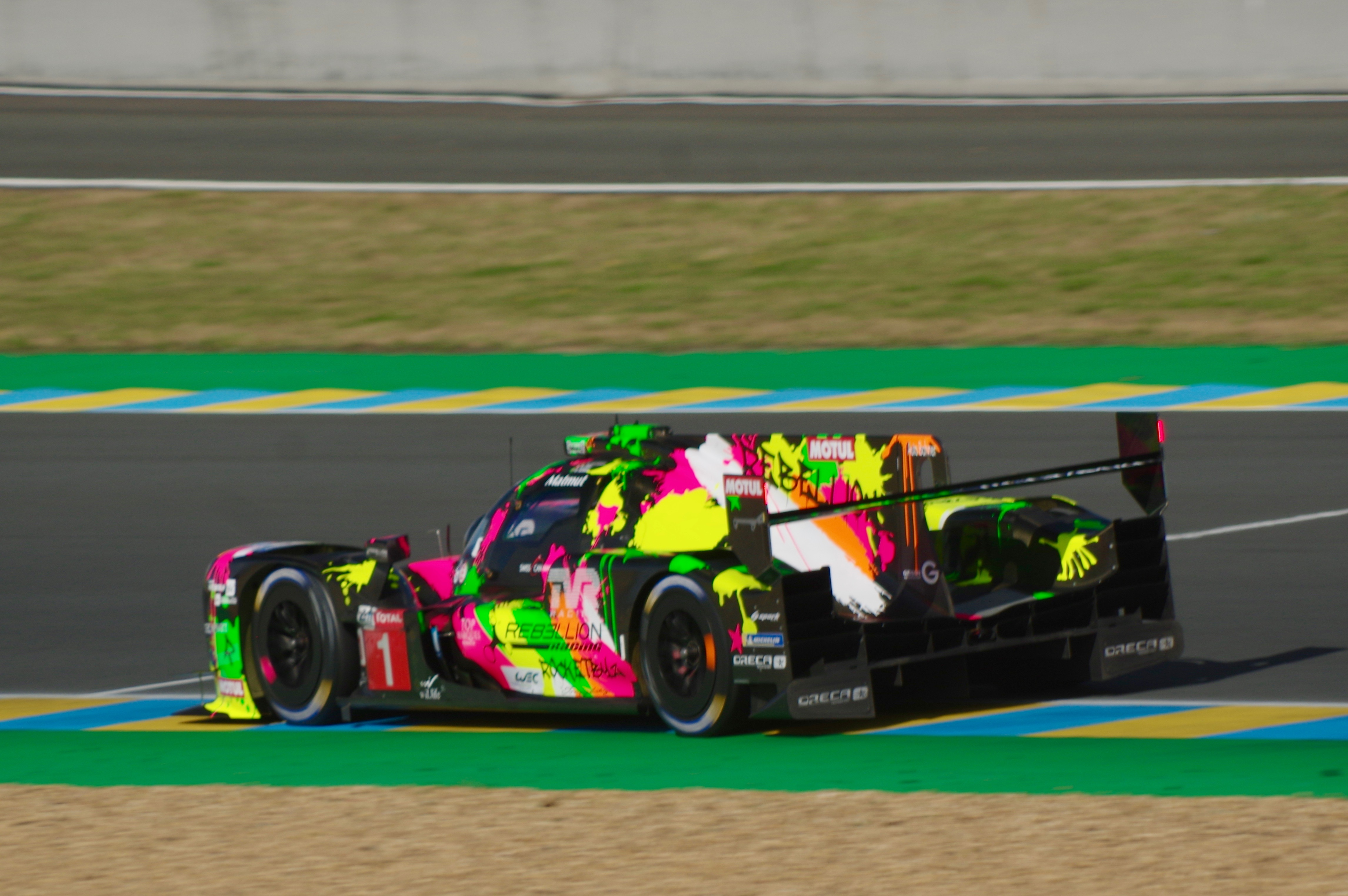
Rebellion R13 N.º de Lotterer, Jani y Senna en Le Mans 2019.

Con la retirada de Porsche del WEC al concluir 2017, Lotterer se incorporó a Rebellion Racing para la temporada 2018-19. Junto a Jani y Bruno Senna en el R13, consiguió dos podios.
Después de una pausa en su participación en el WEC, Lotterer regresó en 2023 con el equipo Porsche Penske Motorsport, compitiendo en la categoría Hypercar al volante del Porsche 963. Compartió el vehículo con Kévin Estre y Laurens Vanthoor. En la temporada 2024, el trío obtuvo dos victorias en Catar y Fuji y se coronó campeón del mundo de resistencia. En diciembre de 2024, Lotterer fue anunciado como piloto de Genesis (Hyundai) para el desarrollo de su prototipo GMR-001, junto a Pipo Derani.

### Fórmula E
Se unió a Techeetah para competir la temporada 2017-18 de Fórmula E. Subió dos veces al podio, en Santiago y Roma. Finalizó en la octava posición del campeonato, mientras que su compañero de equipo, Jean-Éric Vergne, se quedó con el título. En la temporada siguiente, repitió resultado final y número de podios, nuevamente con Vergne campeón.
Llegó al nuevo equipo Porsche para 2019-20. Nuevamente logró dos podios, en Diriyah y Berlín, y finalizó octavo en el campeonato.
Tras dos temporadas más en Porsche sin resultados destacados, Lotterer se trasladó al equipo Andretti para la temporada 2022-23, antes de dejar la categoría.

## Resultados

### Fórmula Nippon/Campeonato de Super Fórmula Japonesa
(Clave) (negrita indica pole position) (cursiva indica vuelta rápida)

| Año     | Equipo              | 1       | 2       | 3       | 4       | 5       | 6       | 7       | 8       | 9     | 10      | 11     | Pos. | Puntos |
| ------- | ------------------- | ------- | ------- | ------- | ------- | ------- | ------- | ------- | ------- | ----- | ------- | ------ | ---- | ------ |
| 2003    | Nakajima Racing     | SUZ 2   | FUJ 4   | MIN 7   | MOT 6   | SUZ Ret | SUG 2   | FUJ 3   | MIN 9   | MOT 5 | SUZ Ret |        | 5.º  | 22     |
| 2004    | Nakajima Racing     | SUZ 2   | SUG 4   | MOT 1   | SUZ 8   | SUG Ret | MIN Ret | SEP 1   | MOT 3   | SUZ 7 |         |        | 2.º  | 33     |
| 2005    | Nakajima Racing     | MOT 11  | SUZ Ret | SUG 9   | FUJ Ret | SUZ Ret | MIN 10  | FUJ 1   | MOT Ret | SUZ 1 |         |        | 4.º  | 20     |
| 2006    | TOM'S Racing        | FUJ 8   | SUZ 5   | MOT 1   | SUZ 5   | AUT 8   | FUJ 2   | SUG Ret | MOT Ret | SUZ 1 |         |        | 3.º  | 30     |
| 2007    | TOM'S Racing        | FUJ Ret | SUZ 5   | MOT 2   | OKA Ret | SUZ 13  | FUJ 1   | SUG 7   | MOT 4   | SUZ 2 |         |        | 5.º  | 37     |
| 2008    | Petronas Team TOM'S | FUJ Ret | SUZ 3   | MOT 2   | OKA 2   | SUZ 2   | SUZ 4   | MOT 11  | MOT 7   | FUJ 5 | FUJ 4   | SUG 12 | 3.º  | 49     |
| 2009    | Petronas Team TOM'S | FUJ 10  | SUZ 3   | MOT 5   | FUJ 8   | SUZ 7   | MOT 1   | AUT 2   | SUG 2   |       |         |        | 3.º  | 39     |
| 2010    | Petronas Team TOM'S | SUZ 3   | MOT 3   | FUJ 2   | MOT Ret | SUG 3   | AUT 1   | SUZ 3   | SUZ 2   |       |         |        | 2.º  | 43     |
| 2011    | Petronas Team TOM'S | SUZ 1   | AUT     | FUJ 1   | MOT 2   | SUZ C   | SUG 1   | MOT 1   | MOT 1   |       |         |        | 1.º  | 56     |
| 2012    | Petronas Team TOM'S | SUZ 5   | MOT 1   | AUT Ret | FUJ 1   | MOT 2   | SUG 10  | SUZ 5   | SUZ 8   |       |         |        | 4.º  | 38     |
| 2013    | Petronas Team TOM'S | SUZ     | AUT 1   | FUJ 1   | MOT 2   | SUG 2   | SUZ     | SUZ     |         |       |         |        | 2.º  | 37     |
| 2014    | Petronas Team TOM'S | SUZ 6   | FUJ 4   | FUJ 1   | FUJ 6   | MOT     | AUT 1   | SUG Ret | SUZ 3   | SUZ 2 |         |        | 3.º  | 34.5   |
| 2015    | Petronas Team TOM'S | SUZ 1   | OKA 8   | FUJ 5   | MOT 4   | AUT 11  | SUG 1   | SUZ 1   | SUZ Ret |       |         |        | 3.º  | 40     |
| 2016    | Vantelin Team TOM'S | SUZ 7   | OKA 8   | FUJ 4   | MOT 2   | OKA 12  | OKA 4   | SUG 5   | SUZ 2   | SUZ 2 |         |        | 2.º  | 30     |
| 2017    | Vantelin Team TOM's | SUZ 5   | OKA 1   | OKA 3   | FUJ 3   | MOT 7   | AUT Ret | SUG 10  | SUZ C   | SUZ C |         |        | 6.º  | 21     |
| Fuente: |                     |         |         |         |         |         |         |         |         |       |         |        |      |        |

### JGTC/Super GT Japonés
(Clave) (negrita indica pole position) (cursiva indica vuelta rápida)

| Año     | Equipo            | Coche       | Clase | 1      | 2     | 3       | 4      | 5      | 6       | 7      | 8      | 9     | Pos. | Puntos |
| ------- | ----------------- | ----------- | ----- | ------ | ----- | ------- | ------ | ------ | ------- | ------ | ------ | ----- | ---- | ------ |
| 2003    | Nakajima Racing   | Honda NSX   | GT500 | TAI    | FUJ   | SUG     | FUJ 13 | FUJ 9  | MOT Ret | AUT 2  | SUZ 12 |       | 16.º | 19     |
| 2004    | Nakajima Racing   | Honda NSX   | GT500 | TAI 10 | SUG 4 | SEP 9   | TOK 6  | MOT 1  | AUT 12  | SUZ 5  |        |       | 8.º  | 42     |
| 2005    | Nakajima Racing   | Honda NSX   | GT500 | OKA 5  | FUJ 8 | SEP 5   | SUG 13 | MOT 10 | FUJ 2   | AUT 14 | SUZ 10 |       | 9.º  | 38     |
| 2006    | Toyota Team TOM'S | Lexus SC430 | GT500 | SUZ 1  | OKA 8 | FUJ 3   | SEP 15 | SUG 4  | SUZ 10  | MOT 2  | AUT 7  | FUJ 4 | 1.º  | 80     |
| 2007    | Toyota Team TOM'S | Lexus SC430 | GT500 | SUZ 7  | OKA 5 | FUJ DNS | SEP 8  | SUG 5  | SUZ 1   | MOT 6  | AUT 6  | FUJ 6 | 6.º  | 54     |
| 2008    | Toyota Team TOM'S | Lexus SC430 | GT500 | SUZ 3  | OKA 4 | FUJ 2   | SEP 7  | SUG 10 | SUZ 3   | MOT 3  | AUT 8  | FUJ 7 | 3.º  | 63     |
| 2009    | Lexus Team TOM'S  | Lexus SC430 | GT500 | OKA 11 | SUZ 2 | FUJ 2   | SEP 6  | SUG 7  | SUZ 8   | FUJ 3  | AUT 1  | MOT 2 | 1.º  | 88     |
| 2010    | Lexus Team TOM'S  | Lexus SC430 | GT500 | SUZ 4  | OKA 3 | FUJ 2   | SEP 8  | SUG 7  | SUZ 10  | FUJ C  | MOT 1  |       | 2.º  | 62     |
| 2011    | Lexus Team TOM'S  | Lexus SC430 | GT500 | OKA 4  | FUJ 4 | SEP 6   | SUG 9  | SUZ 6  | FUJ 15  | AUT 4  | MOT 8  |       | 8.º  | 39     |
| Fuente: |                   |             |       |        |       |         |        |        |         |        |        |       |      |        |

### 24 Horas de Le Mans
| Año     | Equipo                    | Copilotos                                | Automóvil               | Clase    | Vueltas | Pos. | Pos. Clase |
| ------- | ------------------------- | ---------------------------------------- | ----------------------- | -------- | ------- | ---- | ---------- |
| 2009    | Kolles                    | Charles Zwolsman, Jr. Narain Karthikeyan | Audi R10 TDI            | LMP1     | 369     | 7.º  | 7.º        |
| 2010    | Audi Sport Team Joest     | Marcel Fässler Benoît Tréluyer           | Audi R15 TDI plus       | LMP1     | 396     | 2.º  | 2.º        |
| 2011    | Audi Sport Team Joest     | Marcel Fässler Benoît Tréluyer           | Audi R18 TDI            | LMP1     | 355     | 1.º  | 1.º        |
| 2012    | Audi Sport Team Joest     | Marcel Fässler Benoît Tréluyer           | Audi R18 e-tron quattro | LMP1     | 378     | 1.º  | 1.º        |
| 2013    | Audi Sport Team Joest     | Marcel Fässler Benoît Tréluyer           | Audi R18 e-tron quattro | LMP1     | 338     | 5º   | 5º         |
| 2014    | Audi Sport Team Joest     | Marcel Fässler Benoît Tréluyer           | Audi R18 e-tron quattro | LMP1-H   | 379     | 1.º  | 1.º        |
| 2015    | Audi Sport Team Joest     | Marcel Fässler Benoît Tréluyer           | Audi R18 e-tron quattro | LMP1     | 393     | 3º   | 3º         |
| 2016    | Audi Sport Team Joest     | Marcel Fässler Benoît Tréluyer           | Audi R18                | LMP1     | 367     | 4.º  | 4.º        |
| 2017    | Porsche LMP Team          | Neel Jani Nick Tandy                     | Porsche 919 Hybrid      | LMP1     | 318     | DNF  | DNF        |
| 2018    | Rebellion Racing          | Neel Jani Bruno Senna                    | Rebellion R13-Gibson    | LMP1     | 375     | 4.º  | 4.º        |
| 2019    | Rebellion Racing          | Neel Jani Bruno Senna                    | Rebellion R13-Gibson    | LMP1     | 376     | 4.º  | 4.º        |
| 2023    | Porsche Penske Motorsport | Kévin Estre Laurens Vanthoor             | Porsche 963             | Hypercar | 320     | 22.º | 11.º       |
| 2024    | Porsche Penske Motorsport | Kévin Estre Laurens Vanthoor             | Porsche 963             | Hypercar | 311     | 4.º  | 4.º        |
| Fuente: |                           |                                          |                         |          |         |      |            |

### Campeonato Mundial de Resistencia de la FIA
(Clave) (negrita indica pole position) (cursiva indica vuelta rápida)

| Año     | Escudería                 | Clase    | Automóvil               | 1   | 2   | 3   | 4   | 5   | 6   | 7   | 8   | 9   | Pos. | Puntos | Ref.   |
| ------- | ------------------------- | -------- | ----------------------- | --- | --- | --- | --- | --- | --- | --- | --- | --- | ---- | ------ | ------ |
| 2012    | Audi Sport Team Joest     | LMP1     | Audi R18 e-tron quattro | SEB | SPA | LMS | SIL | SÃO | BHR | FUJ | SHA |     | 1.º  | 172.5  | [ 11 ] |
| 2012    | Audi Sport Team Joest     | LMP1     | Audi R18 e-tron quattro | 11  | 2   | 1   | 1   | 2   | 1   | 2   | 3   |     | 1.º  | 172.5  | [ 11 ] |
| 2013    | Audi Sport Team Joest     | LMP1     | Audi R18 e-tron quattro | SIL | SPA | LMS | SÃO | COA | FUJ | SHA | BHR |     | 2.º  | 149.25 | [ 12 ] |
| 2013    | Audi Sport Team Joest     | LMP1     | Audi R18 e-tron quattro | 2   | 1   | 5   | 1   | 3   | 12  | 1   | 2   |     | 2.º  | 149.25 | [ 12 ] |
| 2014    | Audi Sport Team Joest     | LMP1     | Audi R18 e-tron quattro | SIL | SPA | LMS | COA | FUJ | SHA | BHR | SÃO |     | 2.º  | 127    | [ 13 ] |
| 2014    | Audi Sport Team Joest     | LMP1     | Audi R18 e-tron quattro | Ret | 5   | 1   | 1   | 6   | 4   | 4   | 5   |     | 2.º  | 127    | [ 13 ] |
| 2015    | Audi Sport Team Joest     | LMP1     | Audi R18 e-tron quattro | SIL | SPA | LMS | NÜR | COA | FUJ | SHA | BHR |     | 2.º  | 161    | [ 14 ] |
| 2015    | Audi Sport Team Joest     | LMP1     | Audi R18 e-tron quattro | 1   | 1   | 3   | 3   | 2   | 3   | 3   | 2   |     | 2.º  | 161    | [ 14 ] |
| 2016    | Audi Sport Team Joest     | LMP1     | Audi R18 e-tron quattro | SIL | SPA | LMS | NÜR | MEX | COA | FUJ | SHA | BHR | 5.º  | 104    | [ 15 ] |
| 2016    | Audi Sport Team Joest     | LMP1     | Audi R18 e-tron quattro | EX  | 5   | 4   | 3   | 2   | 6   | Ret | 6   | 2   | 5.º  | 104    | [ 15 ] |
| 2017    | Porsche LMP Team          | LMP1     | Porsche 919 Hybrid      | SIL | SPA | LMS | NÜR | MEX | COA | FUJ | SHA | BHR | 4.º  | 129    | [ 16 ] |
| 2017    | Porsche LMP Team          | LMP1     | Porsche 919 Hybrid      | 3   | 4   | Ret | 2   | 2   | 2   | 3   | 3   | 3   | 4.º  | 129    | [ 16 ] |
| 2018-19 | Rebellion Racing          | LMP1     | Rebellion R13-Gibson    | SPA | LMS | SIL | FUJ | SHA | SEB | SPA | LMS |     | 5.º  | 91     | [ 17 ] |
| 2018-19 | Rebellion Racing          | LMP1     | Rebellion R13-Gibson    | DSQ | 4   | 2   | 3   | 4   |     | 5   | 4   |     | 5.º  | 91     | [ 17 ] |
| 2023    | Porsche Penske Motorsport | Hypercar | Porsche 963             | SEB | POR | SPA | LMS | MNZ | FUJ | BHR |     |     | 6.º  | 71     | [ 18 ] |
| 2023    | Porsche Penske Motorsport | Hypercar | Porsche 963             | 6   | 3   | Ret | 8   | 7   | 3   | 5   |     |     | 6.º  | 71     | [ 18 ] |
| 2024    | Porsche Penske Motorsport | Hypercar | Porsche 963             | QAT | IMO | SPA | LMS | SÃO | COA | FUJ | BHR |     | 1.º  | 150    | [ 19 ] |
| 2024    | Porsche Penske Motorsport | Hypercar | Porsche 963             | 1   | 2   | 2   | 4   | 2   | 6   | 1   |     |     | 1.º  | 150    | [ 19 ] |

### Fórmula 1
(Clave) (negrita indica pole position) (cursiva indica vuelta rápida)

| Año     | Escudería        | 1   | 2   | 3   | 4   | 5   | 6   | 7   | 8   | 9   | 10  | 11  | 12      | 13  | 14  | 15  | 16  | 17  | 18  | 19  | Pos. | Puntos |
| ------- | ---------------- | --- | --- | --- | --- | --- | --- | --- | --- | --- | --- | --- | ------- | --- | --- | --- | --- | --- | --- | --- | ---- | ------ |
| 2014    | Caterham F1 Team | AUS | MYS | BHR | CHN | ESP | MON | CAN | AUT | GBR | GER | HUN | BEL Ret | ITA | SIN | JPN | RUS | USA | BRA | ABU | 24.º | 0      |
| Fuente: |                  |     |     |     |     |     |     |     |     |     |     |     |         |     |     |     |     |     |     |     |      |        |

### Fórmula E
(Clave) (negrita indica pole position) (cursiva indica vuelta rápida)

| Año     | Equipo                           | 1       | 2      | 3       | 4       | 5       | 6       | 7      | 8       | 9       | 10      | 11     | 12     | 13      | 14     | 15      | 16      | Pos. | Puntos |
| ------- | -------------------------------- | ------- | ------ | ------- | ------- | ------- | ------- | ------ | ------- | ------- | ------- | ------ | ------ | ------- | ------ | ------- | ------- | ---- | ------ |
| 2017-18 | Techeetah                        | HKG DSQ | HKG 13 | MAR Ret | SAN 2   | MEX 13  | PDE 12  | ROM 3  | PAR 6   | BER 9   | ZUR 4   | NYC 7  | NYC 9  |         |        |         |         | 8.º  | 64     |
| 2018-19 | DS Techeetah Formula E Team      | ALD 5   | MAR 6  | SAN 13  | MEX 5   | HKG 14  | SNY 4   | ROM 2  | PAR 2   | MON 7   | BER Ret | BRN 14 | NYC 17 | NYC Ret |        |         |         | 8.º  | 86     |
| 2019-20 | TAG Heuer Porsche Formula E Team | DIR 2   | DIR 14 | SAN DSQ | MEX Ret | MAR 8   | BER 2   | BER 9  | BER 5   | BER 8   | BER 4   | BER 14 |        |         |        |         |         | 8.º  | 71     |
| 2020-21 | TAG Heuer Porsche Formula E Team | DIR 16  | DIR 11 | ROM 14  | ROM 15  | VAL Ret | VAL 2   | MON 17 | PUE DSQ | PUE 17  | NYC 8   | NYC 5  | LON 4  | LON 17  | BER 10 | BER 4   |         | 17.º | 58     |
| 2021-22 | TAG Heuer Porsche Formula E Team | DIR 13  | DIR 4  | MEX 2   | ROM 10  | ROM 4   | MON Ret | BER 4  | BER 8   | YAK 9   | MAR 15  | NYC 16 | NYC 9  | LON 12  | LON 12 | SEÚ Ret | SEÚ Ret | 12.º | 63     |
| 2022-23 | Avalanche Andretti Formula E     | MEX 4   | DIR 9  | DIR 12  | HYD 9   | CAB 9   | SÃO 12  | BER 8  | BER 21  | MON Ret | YAK     | YAK    | PRT 19 | ROM Ret | ROM 17 | LON 13  | LON 21  | 18.º | 23     |
| Fuente: |                                  |         |        |         |         |         |         |        |         |         |         |        |        |         |        |         |         |      |        |